# Авангард (спортивне товариство)
«Аванга́рд» — добровільне спортивне товариство профспілок УРСР. Об'єднувало працівників промисловості й будівництва. Центральна республіканська рада товариства розташовувалася в Києві по Златоустівській вулиці (тоді Володарського), 1, київська міська — по Уманській вулиці, 37.
Товариство створене в 1957 році шляхом об'єднання 14 відомчих добровільних спортивних товариств («Торпедо», «Шахтар», «Хімік», «Червона зірка» та інших). У 1959 році налічувалося близько 7 тисяч первинних колективів товариства, що об'єднували понад 900 тисяч членів. В «Авангарді» культивувалося понад 50 видів спорту. Провідною баскетбольною командою товариства був київський «Будівельник».
Станом на 1972 рік «Авангард» об'єднував 1831,0 тисячі фізкультурників (з усіх 9558,5 тис. фізкультурників республіки).
З 1976 року регулярно проводився кубок з футболу ЦР «Авангард» та «Спортивної газети». Ці змагання збирали найсильніші обласні авангардівські команди. А в 1973 році почав проводитися чемпіонат республіканської ради ДСТ «Авангард» на приз «Робітничої газети» і був досить популярним серед українських виробничих колективів.
У 1982 році Республіканське добровільне спортивне товариство «Авангард» ввійшло до Всесоюзного профспілкового добровільного спортивного товариства «Труд». В такому статусі товариство «Труд» проіснувало з 1982 по 1987 роки.
Після чергової реорганізації, в 1987 році, Республіканське товариство «Авангард» ввійшло до Всесоюзного добровільного фізкультурно-спортивного товариства профспілок. А у кубку з футболу Укрради ДФСТ профспілок брали участь колективи інших товариств.
У 1991 реорганізоване у фізкультурно-спортивне товариство «Україна».

## Вихованці
Серед вихованців товариства:
- кияни, чемпіони Олімпійських ігор:
  - П. Астахова — спортивна гімнастика;
  - А. Поливода, С. Коваленко — баскетбол;
- чемпіони світу:
  - О. Сальников, О. Білостінний, В. Ткаченко — баскетбол;
  - Н. Тищенко — акробатика;
  - Т. Тарасова — ковзанярський спорт;
- чемпіони Європи:
  - Л. Аксьонова — легка атлетика;
  - Р. Лещинський — шашки;
  - В. Ткаченко, О. Білостінний — баскетбол;
  - Ж. Цірульнікова — стрибки у воду;
- чемпіони СРСР:
  - Т. Шелехова — ковзанярський спорт;
  - Ю. Корякін — санний спорт;
  - В. Івченкова, І. Коваленко — академічне веслування;
  - Т. Скородумова — художня гімнастика;
  - В. Зиц, Л. Григор'євська, О. Черкас — акробатика;
  - Л. Семенова — шахи;
  - Ю. Мазурук, Ю. Латвія — плавання;
  - В. Грищенко — альпінізм.